# Chorverband der Pfalz
Der Chorverband der Pfalz (CVdP) ist eine Vereinigung von Chören in Rheinland-Pfalz im Gebiet der Pfalz vom Rhein bis zum Saarland und vom Donnersberg bis zur französischen Grenze. Rund 890 Chöre mit etwa 28.500 Singenden aller Altersgruppen und etwa 113.000 fördernde Mitglieder gehören dem Verband an. Die Mitgliedsvereine in über 500 Vereinsorten gliedern sich in über 300 Männerchöre, ca. 100 Frauenchöre, mehr als 300 Gemischte Chöre und über 100 Jugend- und Kinderchöre.

## Geschichte
Im Jahr 1860 gründete Ludwig Heydenreich mit seinem Freund Jakob Heinrich Lützel den Pfälzischen Sängerbund, der später in Chorverband der Pfalz umbenannt wurde.